# یدو (فیلم)
یدو فیلمی به کارگردانی مهدی جعفری، نویسندگی مهین عباس‌زاده و مهدی جعفری و تهیه‌کنندگی محمدرضا مصباح محصول سال ۱۳۹۹ کانون پرورش فکری کودکان و نوجوانان است که برنده سیمرغ بلورین بهترین فیلم در سی و نهمین دوره جشنواره فیلم فجر شده است. این فیلم براساس داستان «زخم شیر» از صمد طاهری ساخته شده است.

## خلاصهٔ داستان
داستان فیلم دربارهٔ ماه‌های آغازین جنگ تحمیلی است. دورانی که خانواده‌های شهرهای مختلف آبادان به ناچار خانه، کاشانه و همهٔ دلبستگی خود را رها کردند و به شهرهای دیگر پناه بردند تا جان خود را نجات دهند. اما در این میان مادری قصد ندارد خانه و کاشانهٔ خود را رها کند
در این میان پسر بزرگ‌تر و نوجوان خانواده، از دست این تصمیم مادر عصبانی است. مدام به جان مادر غر می‌زند که مانند تمام اهالی محل از آن جا بروند تا از بین نرفته‌اند. به هر بهانه‌ای با مادر بحث می‌کند و حرف از رفتن می‌زند. مادر اما بیش از آنچه یدو تصورش را دارد عاشق خانه‌ای است که در آن مادر شده است.

## جوایز و نامزدی‌ها
| مراسم            | تاریخ برگزاری | بخش                        | نامزد                      | نتیجه        | جایزه        |
| ---------------- | ------------- | -------------------------- | -------------------------- | ------------ | ------------ |
| جشنواره فیلم فجر | ۲۲ بهمن ۱۳۹۹  | بهترین فیلم                | محمدرضا مصباح              | برنده        | سیمرغ بلورین |
| جشنواره فیلم فجر | ۲۲ بهمن ۱۳۹۹  | بهترین کارگردانی           | مهدی جعفری                 | برنده        | سیمرغ بلورین |
| جشنواره فیلم فجر | ۲۲ بهمن ۱۳۹۹  | بهترین فیلم‌برداری          | مرتضی نجفی                 | برنده        | سیمرغ بلورین |
| جشنواره فیلم فجر | ۲۲ بهمن ۱۳۹۹  | بهترین صدابردار            | رشید دانشمند               | برنده        | سیمرغ بلورین |
| جشنواره فیلم فجر | ۲۲ بهمن ۱۳۹۹  | بهترین صداگذار             | امیرحسین قاسمی             | برنده        | سیمرغ بلورین |
| جشنواره فیلم فجر | ۲۲ بهمن ۱۳۹۹  | بهترین بازیگر نقش اول زن   | ستاره پسیانی               | دیپلم افتخار | سیمرغ بلورین |
| جشنواره فیلم فجر | ۲۲ بهمن ۱۳۹۹  | بهترین بازیگر نقش اول مرد  | میلاد صویلاوی              | نامزدشده     | سیمرغ بلورین |
| جشنواره فیلم فجر | ۲۲ بهمن ۱۳۹۹  | بهترین فیلمنامه اقتباسی    | مهدی جعفری و مهین عباس‌زاده | نامزدشده     | سیمرغ بلورین |
| جشنواره فیلم فجر | ۲۲ بهمن ۱۳۹۹  | بهترین تدوین               | میثم مولایی                | نامزدشده     | سیمرغ بلورین |
| جشنواره فیلم فجر | ۲۲ بهمن ۱۳۹۹  | بهترین موسیقی متن          | بامداد افشار               | نامزدشده     | سیمرغ بلورین |
| جشنواره فیلم فجر | ۲۲ بهمن ۱۳۹۹  | بهترین چهره‌پردازی          | عباس عباسی                 | نامزدشده     | سیمرغ بلورین |
| جشنواره فیلم فجر | ۲۲ بهمن ۱۳۹۹  | بهترین طراحی صحنه          | آیدین ظریف                 | نامزدشده     | سیمرغ بلورین |
| جشنواره فیلم فجر | ۲۲ بهمن ۱۳۹۹  | بهترین جلوه‌های ویژه میدانی | ایمان کرمیان               | نامزدشده     | سیمرغ بلورین |

## پخش از تلویزیون
برای نخستین بار در سینمای ایران دو فیلم تک تیرانداز و یدو پیش از اکران عمومی در سینما، به مناسبت نوروز ۱۴۰۰ از تلویزیون برای مخاطبان به نمایش درآمدند. یدو در تاریخ ششم فروردین به روی آنتن شبکه یک سیما رفت.